# Kihelkonna
Kihelkonna es un municipio estonio perteneciente al condado de Saare.
A 1 de enero de 2016 tiene 750 habitantes en una superficie de 245,94 km².
Su territorio comprende la localidad del mismo nombre, donde vive la mitad de la población, y 41 pequeños lugares: Abaja, Abula, Kallaste, Kalmu, Karujärve, Kehila, Kiirassaare, Kotsma, Kuralase, Kuremetsa, Kurevere, Kuumi, Kuusiku, Kõruse, Kõõru, Liiva, Loona, Lätiniidi, Läägi, Metsaküla, Mäebe, Neeme, Odalätsi, Oju, Pajumõisa, Pidula, Rannaküla, Rootsiküla, Sepise, Tagamõisa, Tammese, Tohku, Undva, Vaigu, Varkja, Vedruka, Veere, Viki, Vilsandi, Virita y Üru.
Se sitúa al noroeste de la isla de Saaremaa. En su territorio se hallan las islas de Aherahu, Juksirahu, Kalarahu, Käkirahu, Laasirahu, Loonalaid, Maturahu, Mihklirahu, Noogimaa, Nootamaa, Ojurahu, Salava, Uus-Nootamaa, Vaika islands, Vesiloo y Vilsandi y la península (anteriormente isla) de Harilaid.